# Teleschola
A Teleschola Televíziós Iskola államilag elismert középfokú szakképzést nyújtó intézmény volt Budapest VIII. kerületében 1993 és 2013 között. Először a Budapest, VIII., Múzeum utca 17., majd a József körút 29., végül a Rigó utca 16. szám alatt működött. (KSH-szám: 12202027 8040 113 01, állami nyilvántartási szám: 01-0425-04). Az itt felkészített és sikeres állami vizsgát tett egykori diákok döntő többsége országos és helyi televíziós forgatócsoportok tagjaként, vagy saját alapítású stúdióban önálló feladatok megoldására képes szerkesztő-riporterként, műsorvezetőként, adásszerkesztőként, tudósítások helyszínén dolgozó videó-operatőrként és a leforgatott nyersanyagot önállóan montírozó videó-vágóként, hangtechnikusként, esetenként a játékfilm-gyártásban, vagy a médiához kapcsolódó szakterületeken dolgozik.

## Története

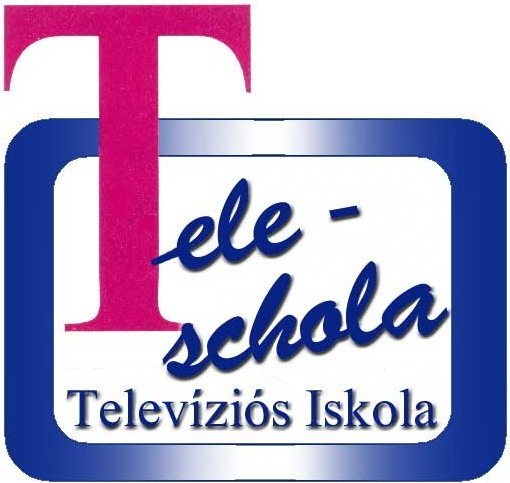
A Teleschola logója 2002-ig

Alapítók: Domokos Lajos és Erős Péter, magánszemélyek, akik az Országos Műszaki Információs Központ és Könyvtárral (OMIKK), mint intézményi háttérrel  együttműködve, annak videó-stúdiójára alapozva, kezdték meg a munkát. Csaknem kétéves előkészítés után, amelybe az oktatási program és a jogszabályi feltételek megteremtése, a tantestület kialakítása is beletartozott, 1993 őszén kezdődött meg a tanítás. Ekkor Teleschola OMIKK Televíziós Iskola néven működött, de egy év elteltével az OMIKK csupán a helyiségek bérbeadójaként vett részt a vállalkozásban, aminek működtetését a Domokos press & pr Kft. (többségi tulajdonos: Domokos Lajos, kisebbségi tulajdonos: Domokosné Straub Judit, az iskola okleveles oktatásszervezője) vette át. Az iskola nevéből ezt követően kikerült az OMIKK név. A családi cég 1997-ben kivásárolta a magánszemélyként részt vevő, 1995-től a Győri Városi Tv igazgató-főszerkesztőjévé kinevezett Erős Péter tulajdonrészét. Ezt követően, egészen a 2013-as megszüntetésig a Domokos press & pr Kft. volt az iskola cégháttere.
A Teleschola fennállásáig több mint ötszázan szereztek államilag elismert középfokú szakképzettséget igazoló bizonyítványt az először a Budapest, VIII., Múzeum utca 17., majd a József körút 29., végül a Rigó utca 16. szám alatt működött iskolában. A képzés megszüntetésére a médiapiacon bekövetkezett változások miatt került sor. Amíg korábban a közszolgálati televíziók, különösen a Duna TV, munkatársaik alap- és továbbképzése miatt kifejezetten nagyra értékelték a Telescholát, a szervezeti változások után az ilyen jellegű igény háttérbe szorult. A minőségi követelmények csökkenése volt érzékelhető a helyi stúdiók egy részénél is, mérséklődött a sokoldalúan képzett szakemberek iránti igény. Ezért a többségi tulajdonos-igazgató, Domokos Lajos úgy döntött: a 20. évfolyamra már nem felvételiztetnek. Így a 2011-2013-as tanév végén a 19. évfolyam végzős hallgatói voltak az utolsók, akiket az iskola az állami vizsgabizottság elé bocsátott.

## Tantárgyak
A tantárgystruktúra a húsz év alatt némileg változott, hiszen egyrészt a szakmai igények, másrészt a jogszabályi előírások is módosultak. Az alábbi felsorolásban szereplő tárgyak elméleti alapjaival – a szakmai angol kivételével, ami csak az utolsó időszakban szerepelt a tanrendben – az iskolában tanuló hallgatók kivétel nélkül megismerkedtek, a gyakorlatok pedig a szakiránynak megfelelően folytak.
1. Filmtörténet és társadalmi ismeretek
  1. Filmtörténet
  2. Politológiai alapok
  3. Szociológiai alapok
  4. Szociálpszichológiai alapok
2. Vizuális nyelv és dramaturgia
  1. Operatőri elmélet
  2. Vágáselmélet
  3. Kommunikációelmélet
  4. Sajtó- és műfajismeret
  5. Dramaturgia
3. Technikai ismeretek
  1. Videó-technika
  2. Hangtechnika
4. Produceri ismeretek
  1. Gyártásszervezési ismeretek
  2. Sajtójog, szerzői jog
  3. Vállalkozási ismeretek
5. Munkavédelmi ismeretek
  1. Balesetvédelmi oktatás
  2. Biztonságtechnika
6. Gyakorlati ismeretek
  1. Szerkesztői gyakorlat
  2. Beszédművelés
  3. Operatőri gyakorlat
  4. Montírozási gyakorlat
  5. Hangtechnikai gyakorlat
  6. Szakmai angol

## Képzés
Az állami támogatás nélküli, tandíj ellenében zajló képzés, a vizsgáztatás folyamatosan igazodott a változó jogszabályi és technikai feltételekhez. A Telescholában a 17/1990. (XII. 20) MKM rendelet, s az ezt módosító 3/1993. (II.2) NKM rendelet alapján kezdődött az Országos képzési jegyzék (OKJ) szerinti mozgóképgyártási szakképzés. E módosítás megalapozásában elsősorban az oktatási program kidolgozásával közreműködtek az induló intézmény vezetői. A programról kedvező véleményt adott a MÚOSZ Bálint György Újságíró Iskola, illetve a Magyar Operatőrök Társasága, s ennek alapján fogadta be az oktatási minisztérium. A módosítás lényege az volt, hogy az addigi, kizárólag a filmes technikát magában foglaló  oktatási és vizsgakövetelmények mellett lehetővé vált a videózásra épülő szakmák állami elismerése. A rendszerváltozás utáni időszaknak a szakoktatás minden területét érintő átalakítási törekvései miatt azonban az 1993. évi LXXVI. szakképzésről szóló törvény minden szakmában előírta a szakmai és vizsgáztatási követelmények egységes szempontok alapján történő átdolgozását. Ezért a kormány 93/1944. (VI.17.) rendelete hatályon kívül helyezte az alig több mint egy évvel azelőtt elfogadott jogszabályt.
A Teleschola többek között országos tanácskozás megszervezésével járult hozzá a követelmények újbóli áttekintéséhez. 1994. november 23-án, az Országos Műszaki Információs Központ és Könyvtárban megtartott tanácskozáson, a Teleschola mellett, képviseltette magát a Művelődési és Közoktatási Minisztérium, a Nemzeti Szakképzési Intézet, a Movi Független Filmesek Szövetsége, a MÚOSZ Bálint György Újságíró Iskola, az ELTE videó-kommunikációs oktatással foglalkozó illetékese, a Komlósi Oktatási Stúdió és a Havas Henrik nevével fémjelzett intézmény. A tanácskozáson elhangzottak alapozták meg a további jogszabály-módosításokat.
Az iskola mindig gondot fordított arra, hogy átadja a hallgatóknak a klasszikus ismereteket amellett, hogy igyekezett megújítani az oktatási programot. 2002 után egyre erőteljesebben érvényesültek a dramaturgiai szempontok, illetve a médiahatás elemzésére épülő szemléletformálás, a forgatókönyv alapján történő munkavégzés, a folyamatosan megújuló, alapvető digitális technikai eszközök  használatának tanítása. Az utolsó képzési szakaszban a jelentkezőkre a 20/2008 (VII.29) OKM rendelet előírásai vonatkoztak. A Telescholában oktatott szakképesítés megnevezése: középfokú mozgóképgyártó.
A beiskolázás minimális feltétele volt az érettségi bizonyítvány  bemutatása. Az intézmény egy-egy évfolyam számára két éven, négy (egyenként 120 tanórás) szemeszteren át, heti egy alkalommal, péntekenként 9.30-16.45 óra között teremtette meg a minden szakirány számára közös elméleti, illetve a szakonkénti gyakorlati oktatás feltételeit. Ezt egészítette ki a helyi stúdiókban, a televíziós szerkesztőségekben a diákok elvárt öntevékenysége révén, illetve a többség esetében a televíziós szerkesztőségekben, stúdiókban alkalmazotti státuszban folytatott gyakorlat.
Idővel a videó-operatőri és a videó-vágói képzéshez külön stúdiót bérelt az iskola, hogy a legkorszerűbb alapeszközökön gyakorolhassanak a diákok. Alkalmanként, a csoportlétszámoktól függően, egyszerre több gyakorlatvezető oktató is dolgozott velük. Két évfolyamon hangtechnikusi képzés is zajlott. Esetenként a különféle szakmák művelői közös stábokat alkotva oldottak meg komplex forgatási, riport- vagy filmetűdkészítési feladatokat.
Az iskola a félévenkénti, mindenkitől minden tárgyból megkövetelt elméleti és a szakirányoknak megfelelő gyakorlati vizsgákon kérte számon az elsajátított ismereteket, illetve a diákok által elkészített, történetet elbeszélő fotósorozatokon, forgatókönyveken, vizsgafilmeken keresztül ellenőrizte a felkészültséget. Több évfolyamot érintettek az úgynevezett vidéki filmkészítő hétvégék, amelyeken a helyszíni témagyűjtést szinopszis- és forgatókönyv-írás, filmforgatás, illetve filmelemzés, szakmai eszmecsere követte. A négy féléves képzést követően sikeresen vizsgázók állami bizonyítványt és ezzel együtt Teleschola-oklevelet kaptak arról, hogy eleget tettek a
- a rendezőasszisztensi / szerkesztő-riporteri
- a segédoperatőri / videó-operatőri
- az utómunka asszisztensi / videó-vágói
- a hangasszisztensi / hangtechnikusi állami és Teleschola vizsgakövetelményeknek.

## Nevezetes tanárok
A Teleschola tanárai a televíziózás, a filmkészítés elismert szakemberei, a Színház- és Filmművészeti Főiskola, illetve Egyetem tanárai. A társadalomismereti tárgyakat vendégelőadóként egyetemi oktatók tanították. A legtöbb tanár munkásságát saját könyvek, esetenként kifejezetten az iskola számára írt jegyzetek fémjelezték.
Domokos Lajos (igazgató, kommunikációelmélet, televíziós újságírás, televíziós dramaturgia, szerkesztő gyakorlatvezető tanár, a Magyar Televízió Híradó többszörös nívódíjas szerkesztő-riportere, tudósítója, adásszerkesztője, műsorvezetője)
Erős Péter (filmrendező, az iskola társalapítója, három évfolyamon át az operatőri elmélet és gyakorlat oktatója, a Magyar Televízió Híradó többszörös nívódíjasa, 1997-től a Győri Városi Televízió igazgatója)
Vagyóczky Tibor (operatőri elmélet és gyakorlat vezető tanára 1997-2009 között. Balázs Béla-díjas operatőr, a Színház- és Filmművészeti Főiskola, majd Egyetem docense, a H.S.C. (Magyar Operatőrök Társasága) vezetőségi tagja, az IMAGO, az Európai Operatőr Szövetség Szervezetének elnöke)
Rák József (operatőri elmélet tanára, Balázs Béla-díjas dokumentumfilm-operatőr, a Színház- és Filmművészeti Egyetem operatőri tanszékének docense, a H.S.C., a Magyar Operatőrök Társaságának alapító tagja)
Halász Márta (vágáselmélet és gyakorlat vezető tanára 2005-ig, a Magyar Televízió Híradó többszörös nívódíjas vágója)
Czeilik Mária (videó-vágás elmélet és gyakorlat Balázs Béla-díjas vezető tanára 2005-től. A H.S.E. alapító tagja)
Kertai Gábor (a Teleschola 2002-ben végzett diákja, a videó-vágó szak gyakorlatvezető oktatója 2006-tól, a Teleschola-portál webmestere. Az Aréna Mozgókép Műhely független filmes társulat egyik alapító tagja)
Kereki Sándor (a Telescholában az operatőri ismeretek gyakorlatvezető oktatója 1998-tól, a Magyar Televízió Híradójának operatőre)
Réz Dániel (a Telescholában az operatőri ismeretek gyakorlatvezető oktatója 2001-től. A  H.S.C., a Magyar Operatőrök Társaságának tagja, a Magyar Televízió operatőre, ezt megelőzően tíz éven át a TV2 állandó szerződéses operatőr munkatársa)
Nagy Géza (a Magyar Televízió operatőr munkatársa, a Teleschola operatőri gyakorlatainak egyik oktatója 2006-tól)
Varga András (a Teleschola 2004-ben végzett diákja, 2008-tól esetenként az operatőri ismeretek gyakorlatvezető oktatója, aki a végzősöket a 2010-2011-es tanévtől szakmai angolra is oktatta. Az ATV, a Magyar Televízió operatőre)
Varga Sándor Márton (a Telescholában szerkesztői gyakorlatokat vezetett 1998-2002 között a szerkesztő-riporter szakos diákoknak. Huszonöt évig volt a Magyar Televízió szerkesztője)
Molnár Ildikó (nyelvész, fonetikus, a Teleschola szerkesztő-riportereit a kezdetektől a 2007-2008-as tanév végéig beszédművelésre tanító tanára, főiskolai docens. Az ELTE oktatója, Kazinczy-díjas beszédtanár)
Barát Tamás (a Telescholában 1993 és 1996 között alkalmazott kommunikációt tanított. Munkássága ismert a szervezeti kommunikáció, valamint a nyomtatott és az elektronikus sajtó, illetve mindezek oktatása területén.)
Hajba Éva (a Telescholában a 2005-ös állami vizsgákig a politológiai alapismeretek tanára, a Közgazdaságtudományi Egyetem docense)
Erdélyi Gábor (a Teleschola hangtechnikai gyakorlatainak vezetője 2009-től. 1961-tól a Mafilm hangmérnöke, 1989 óta a Színház- és Filmművészeti Egyetem tanára, ezzel párhuzamosan 1992-től az R.D.I. hangstúdió vezetője. 1972-ben (a Dolby eljárás előtt 2 évvel) 20 országban elfogadott sztereó-fényhang szabadalom megalkotója)
Nemes Károly (a Telescholában a filmtörténet tanára 2004-ig. Filmesztéta. Évtizedeken át tanított a Színház és Filmművészeti Főiskolán, illetve Egyetemen. Több tucat filmtörténeti szakkönyv szerzője)
Féjja Sándor (a Telescholában a filmtörténet tanára a 2003-2004-es tanév 2. félévétől 2007-ig. Előadásokat tartott a Színház- és Filmművészeti Egyetemen, több főiskolán. Közreműködött a Magyar Nemzeti Filmarchívumban készülő új filmlexikon írásában)
Veress József (a Telescholában a filmtörténet tanára 2005-től. Filmkritikus, filmtörténész, esztéta, az irodalomtudományok kandidátusa, több egyetem oktatója)
Dunavölgyi Péter (a Telescholában a gyártásszervezési, a jogi és vállalkozási ismeretek Színház és Filmművészeti Főiskolát végzett tanára, a Magyar Televízió főgyártásvezetője, aki 2008 végi nyugdíjba vonulásáig az MTV archívumának igazgatóhelyettese, megbízott vezetője volt)
Dimitrov Györgyné (a Teleschola alapítása óta a videó-technika tantárgy tanára,  okleveles villamosmérnök, színestévé szakmérnök, nyugállományba vonulásáig a Magyar Televízió egyik műszaki ügyekért felelős középvezetője)
Novák Endre (a Teleschola alapításától a 2010-es állami vizsgákig a hangtechnika tantárgy tanára, a Magyar Televízió nyugalmazott hang- és karbantartó mérnöke)
Csiszár János (okleveles villamosmérnök, a Telescholában a hangtechnika tantárgy tanára a 2010-2011-es tanévtől. Több egyetemen oktatta a hangtechnika, a híradástechnika és a videó-technika tárgyat. Öt szemeszteren át részt vett a Színház és Filmművészeti Egyetemen a hangmester hallgatók felkészítésében)
Hajba Éva (a Telescholában a 2005-ös állami vizsgákig a politológiai alapismeretek tanára, a Közgazdaságtudományi Egyetem docense)
Szepessy Péter (a Telescholában a 2003-2004-es tanév végéig a szociológiai alapismeretek tanára, a Miskolci Egyetem BTK szociológiai tanszékének munkatársa)
Szabados Tímea (a Telescholában a 2004-2005-ös tanévtől a 2008-2009-es tanévig a szociológiai, szociálpszichológia alapismeretek tanára, a Magyar Tudományos Akadémia Szociológiai Kutatóintézetének kutató munkatársa
Mucsi József (a politikai szociológia, a politikai szocializáció témaköreivel foglalkozó, okleveles szociológus, pedagógia szakos docens a Telecholában a társadalomismereti alapokkal (szociológiai, politológia) a 2005-2006-os tanévtől, a művelődéstörténeti alapokkal a 2010-2011-es tanévtől ismertette meg a diákokat. Oktatói tevékenységet folytatott többek között a Bolyai János Főiskolán, vendégtanárként az Eötvös Loránd Tudományegyetemen. PhD címet szerzett 2009-ben)
Ferencz Magdolna (a Telescholában a 2009-2010-es tanévben a szociológiai, szociálpszichológia alapismeretek tanára. A Budapesti Corvinus Egyetem Doktori Iskolájának doktorjelöltje, a Magyar Tudományos Akadémia Szociológiai Kutatóintézetének kutató munkatársa)
Mester Ferenc (villamosüzem-mérnök. A Teleschola hallgatóinak balesetvédelmi, munkavédelmi, biztonságtechnikai felkészítését végezte a kezdetektől 2008-ban bekövetkezett haláláig.  Évtizedeken át munkavédelmi és biztonságtechnikai munkaköröket töltött be különböző országos szervezeteknél)
Virág Péter (gépészmérnök, a Duna Televízió munkabiztonsági szakembere, aki 2008 óta a speciális televíziós munkabiztonsági, baleset- és tűzvédelmi oktatásban részesítette a Teleschola hallgatóit)
Az iskolában meghívott vendégként, egy-egy témakör lezárásakor vendégelőadóként tartott előadást Bánó András televíziós szerkesztő, Bedő Iván rádiós hírszerkesztő, Fenyves Tamás CNN, Győrffy Miklós rádiós és televíziós újságíró, Hardy Mihály televíziós szerkesztő, Horvát János televíziós szerkesztő, Illés György operatőr, Kastner Péter díszlettervező, Mátrai Sándor maszkmester, Matúz Józsefné, a TV Híradó nyugalmazott főszerkesztője, Pálfy G. István televíziós szerkesztő, Ráday Mihály operatőr, Schiffer Pál filmrendező, Vajna András producer, Vitár Róbert televíziós szerkesztő, Walter Lajos adásrendező, Zsigmond Vilmos operatőr.